# Département de la Force aérienne des États-Unis
Ne doit pas être confondu avec United States Air Force.
Le département de la Force aérienne des États-Unis (Department of the Air Force ou DAF) est l'un des trois départements militaires dépendant du département de la Défense des États-Unis. Il fut créé le 18 septembre 1947 par le National Security Act qui lui donnait le contrôle de l'ensemble de l'United States Air Force (USAF) tout juste créée. En effet jusqu'en 1947, les forces aériennes américaines (United States Army Air Force) dépendaient de l'US Army. L'United States Space Force, activé en 2019, dépend également du Département de la Force aérienne des États-Unis.
Le département de la Force aérienne est dirigé par le secrétaire à la Force aérienne des États-Unis (United States Secretary of the Air Force) (SAF/OS), un civil.